# (1051) Merope
(1051) Merope – planetoida należąca do zewnętrznej części pasa głównego asteroid okrążająca Słońce w ciągu 5 lat i 283 dni w średniej odległości 3,21 au. Została odkryta 16 września 1925 roku w Landessternwarte Heidelberg-Königstuhl w Heidelbergu przez Karla Reinmutha. Nazwa planetoidy pochodzi od Merope, postaci z mitologii greckiej. Przed jej nadaniem planetoida nosiła oznaczenie tymczasowe (1051) 1925 SA.